# Puyol-Cazalet
Puyol-Cazalet è un comune francese di 113 abitanti situato nel dipartimento delle Landes nella regione della Nuova Aquitania.

## Società

### Evoluzione demografica
Abitanti censiti